# Aphelinoidea howardii
Aphelinoidea howardii är en stekelart som beskrevs av Alexandre Arsène Girault 1912. Aphelinoidea howardii ingår i släktet Aphelinoidea och familjen hårstrimsteklar. Inga underarter finns listade i Catalogue of Life.